# Глосарій
Глоса́рій (лат. glōssarium, від грец. γλωσσάριον — словник, зібрання слів, що потребують пояснень) — зібрання глос.

## Загальний опис
Словник до тексту, що пояснює маловідомі або застарілі слова. Глосарій — список понять в специфічній області знання з їхніми визначеннями. Традиційно, глосарій знаходиться в кінці книги і включає терміни в межах цієї книги, які є або недавно введеними, або, як мінімум, незвичайними.
Двомовний глосарій — список понять однією мовою, який визначається через іншу мову або за допомогою синонімів іншої мови.
У загальнішому розумінні глосарій містить пояснення понять, доречних для певної області вивчення або дії. У цьому сенсі, термін одночасно пов'язаний із онтологією.
Основний глосарій — простий глосарій або термінологічний словник, який пояснює визначення нових понять, особливо для неологізмів.

## Приклади
- Глосарій термінів з хімії // Й. Опейда, О. Швайка. Ін-т фізико-органічної хімії та вуглехімії ім.. Л. М. Литвиненка НАН України, Донецький національний університет. — Донецьк: Вебер, 2008. — 758 с. — ISBN 978-966-335-206-0.
- Глосарій термінів Європейського Союзу [Архівовано 18 квітня 2007 у Wayback Machine.]
- Глосарій франчайзингових термінів [Архівовано 26 березня 2016 у Wayback Machine.]